# Maják Käsmu
Maják Käsmu (estonsky Käsmu tuletorn) stojí na severním pobřeží Estonska ve vesnici Käsmu v obci Hajla v kraji Lääne-Virumaa v Baltském moři.
Maják byl dne 20. července 2004 zapsán do seznamu kulturních památek Estonska pod číslem 16067. Je jedním z dochovaných dřevěných majáků v Estonsku.
Je ve správě Estonského úřadu námořní dopravy (Veeteede Amet, EVA), byl veden pod registračním číslem 096.

## Historie
Maják byl postaven v letech 1889–1892 z iniciativy námořní školy. Naváděl lodi kolem poloostrova Käsmu do zálivu Käsmu. Maják byl vybaven petrolejovou lampou a Fresnelovou čočkou pátého stupně s dosahem 6 námořních mil. Světlo bylo umístěno ve výšce 8,2 m n. m. Do roku 1900 maják vysílal přerušované světlo (blikající). Do roku 1921 svítila acetylénová lampa. V roce 1922 bylo osvětlení modernizováno a jeho dosvit byl 13 nm. Maják vysílal směrové světlo ve třech barvách (zelená, bílá a červená). V činnosti byl až do roku 1993, pak sloužil jako denní navigační značka. Ze seznamu navigačních značek byl vyřazen v roce 2004. Maják měl označení ALHS: EST 086, EVA 095.
V roce 2013 byl otevřen jako námořní muzeum.
V roce 2012 k 120. výročí zahájeni provozu majáku byla vydána poštovní známka podle grafického návrhu Romana Matkiewicze.

## Popis
Dřevěná bílá patrová budova postavená na půdorysu obdélníku o rozloze 10,5 m2. Výška 4,5 m, délka 3,5 m, šířka 3 m, obestavěná plocha 50,4 m3.

## Galerie

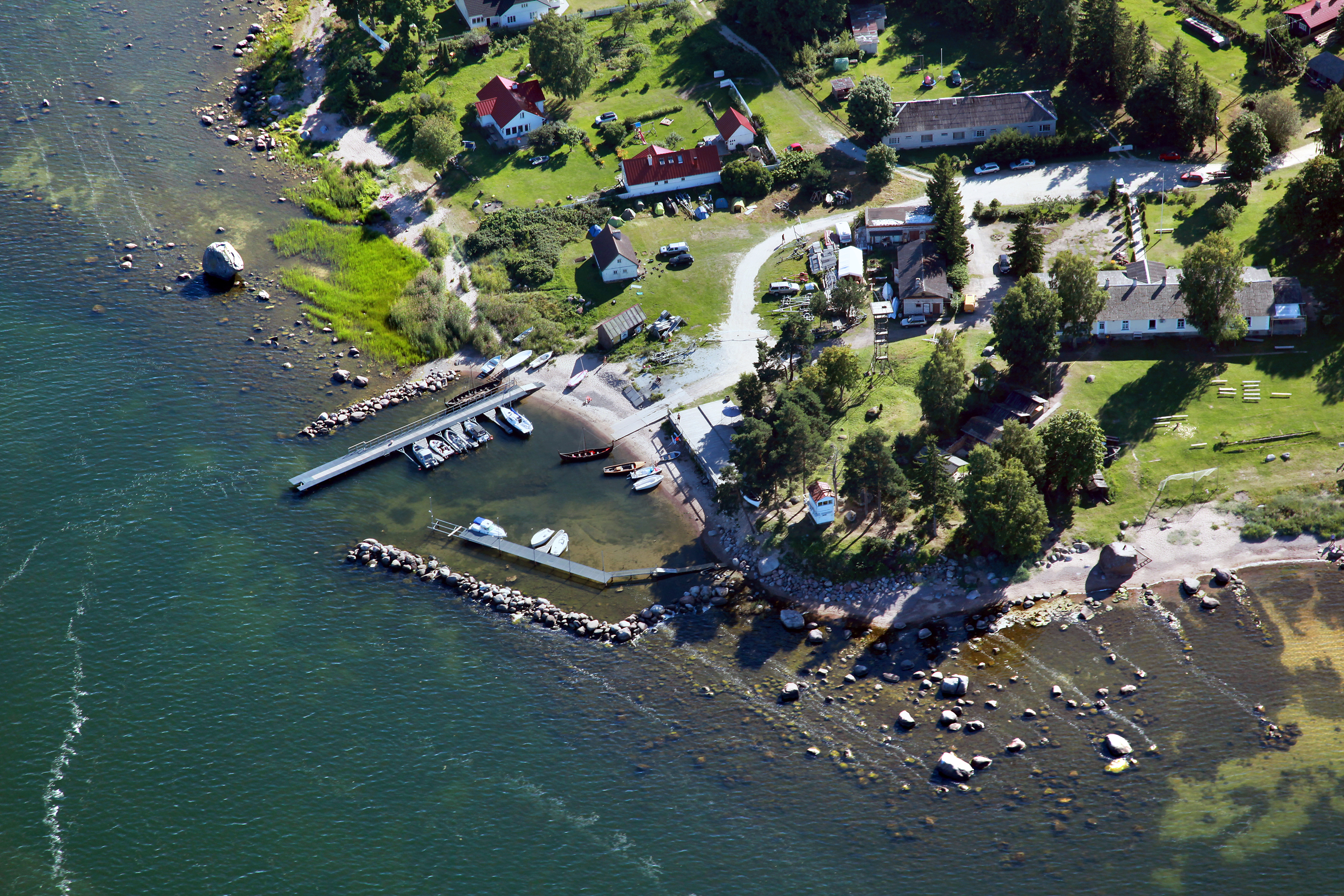
Přístav Käsmu
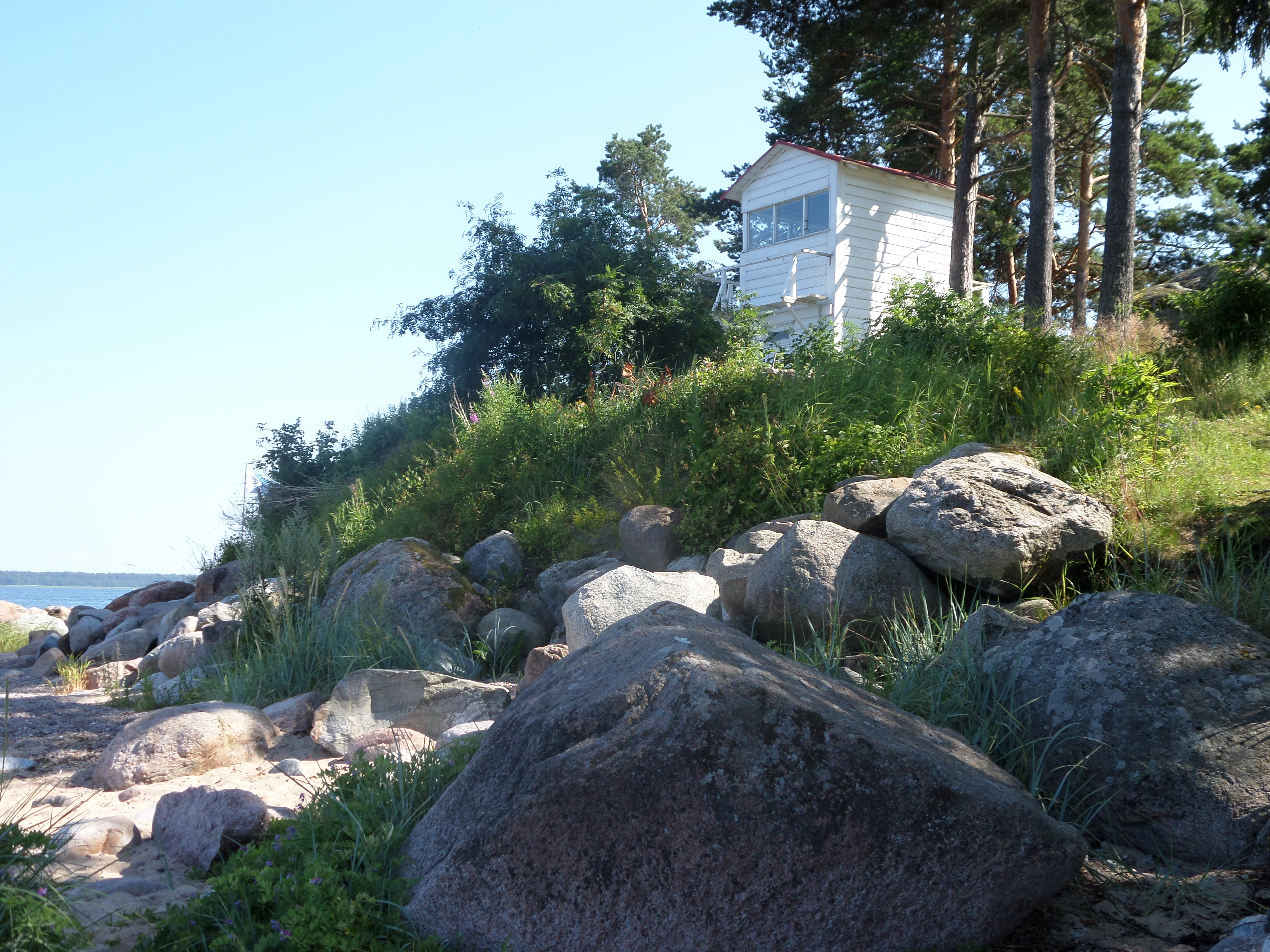
Maják Käsmu